# Soundtrack To Your Escape
Soundtrack To Your Escape er det syvende album fra det death metalbandet In Flames. Det blev udgivet d. 29 marts 2004 gennem Nuclear Blast. Albummet udkom også i en udvidet version med en DVD og et bonus track på CDen ved navn: Discover Me Like Emptines. På DVDen var der musikvideoer til deres to første singler "The Quiet Place" og "Touch of Red" samt en optagelse live. Albummet blev kritiseret af mange fans for dens moderne lyd som fik det til at lyde mere som nu-metal. Dog endte endte Soundtrack to Your Escape på en plads #145 på Billboard 200 hitliste.

## Numre
1. "F(r)iend" – 3:27
2. "The Quiet Place" – 3:45
3. "Dead Alone" – 3:43
4. "Touch of Red" – 4:13
5. "Like You Better Dead" – 3:23
6. "My Sweet Shadow" – 4:39
7. "Evil in a Closet" – 4:02
8. "In Search for I" – 3:23
9. "Borders and Shading" – 4:22
10. "Superhero of the Computer Rage" – 4:01
11. "Dial 595-Escape" – 3:48
12. "Bottled" – 4:17
13. "Discover Me Like Emptiness" (Bonusnummer) – 4:17

## Musikere
- Anders Fridén – Vokal
- Jesper Strömblad – Guitar
- Björn Gelotte – Guitar
- Peter Iwers – Bas
- Daniel Svensson – Trommer
- Örjan Örnkloo – Keyboard og opsætning (programmering)